# Évolution des relations diplomatiques du Saint-Siège en 2024
Représentation actuelle du Saint-Siège
- 2020
- 2021
- 2022
- 2023
- 2024
- 2025
- 2026
- 2027
- 2028

Représentations : près le Saint-Siège, pour le Saint-Siège
Cette liste présente les évolutions des relations pour et près le Saint-Siège en 2024.

## Évolution des relations près le Saint-Siège
Le tableau suivant présente la liste des ambassadeurs accrédités près le Saint-Siège ayant pris leurs fonctions en 2024. 
| Date              | Pays                 | Nom                               | Note |
| ----------------- | -------------------- | --------------------------------- | ---- |
| 19 janvier 2024   | Timor oriental       | Chloé Silvia Tilman Dindo         |      |
| 16 février 2024   | Pérou                | Luis Juan Chuquihuara Chil (de)   |      |
| 1er mai 2024      | Venezuela            | Franklin Mauricio Zeltzer Malpica |      |
| 17 mai 2024       | Arménie              | Boris Sahakyan                    |      |
| 31 mai 2024       | Argentine            | Luis Pablo María Beltramino       |      |
| 8 juin 2024       | Éthiopie             | Mahlet Hailu Guadey               |      |
| 8 juin 2024       | Zambie               | Macenje Mazoka                    |      |
| 8 juin 2024       | Tanzanie             | Hassan Iddi Mwamweta              |      |
| 8 juin 2024       | Burundi              | Annonciata Sendazirasa (en)       |      |
| 8 juin 2024       | Qatar                | Asma Naji Hussain Al-Amri         |      |
| 8 juin 2024       | Mauritanie           | Mohamed Tahya Teiss               |      |
| 21 juin 2024      | Canada               | Joyce Napier                      |      |
| 22 août 2024      | Slovaquie            | Juraj Priputen                    |      |
| 26 août 2024      | Équateur             | Jorge Edmundo Uribe Pérez         |      |
| 29 août 2024      | Paraguay             | Romina Elisabeth Taboada Tonina   |      |
| 16 septembre 2024 | Israël               | Yaron Sideman                     |      |
| 3 octobre 2024    | Union européenne     | Martin Selmayr                    |      |
| 8 novembre 2024   | Panama               | Delia Cárdenas Christie           |      |
| 7 décembre 2024   | Inde                 | Shambhu S. Kumaran (zh)           |      |
| 7 décembre 2024   | Jordanie             | Leena Al-Hadid                    |      |
| 7 décembre 2024   | Danemark             | Susanne Shine                     |      |
| 7 décembre 2024   | Luxembourg           | André Biever                      |      |
| 7 décembre 2024   | Sao Tomé-et-Principe | Esterline Gonçalves Género        |      |
| 7 décembre 2024   | Rwanda               | James Ngango                      |      |
| 7 décembre 2024   | Turkménistan         | Vepa Hajiyev (en)                 |      |
| 7 décembre 2024   | Algérie              | Rachid Bladehane (en)             |      |
| 7 décembre 2024   | Bangladesh           | Tareq Md Ariful Islam (en)        |      |
| 7 décembre 2024   | Zimbabwe             | Sekai Nzenza-Shand                |      |
| 7 décembre 2024   | Kenya                | Betty Chebet Cherwon              |      |
| 14 décembre 2024  | Roumanie             | George Gabriel Bologan            |      |
| 16 décembre 2024  | République tchèque   | Pavel Svoboda                     |      |
| 19 décembre 2024  | Belgique             | Bruno Andreas M. van der Pluijm   |      |

## Évolution des relations pour le Saint-Siège
Le tableau suivant présente la liste des nonces ou délégués apostoliques nommés par le Saint-Siège en 2024 pour le représenter dans différents pays et instances internationales. 
| Date             | Pays                                  | Titre               | Nom                                | Nationalité  |
| ---------------- | ------------------------------------- | ------------------- | ---------------------------------- | ------------ |
| 23 janvier 2024  | Érythrée (en)                         | Nonce apostolique   | vacant                             | vacant       |
| 23 janvier 2024  | Soudan (en)                           | Nonce apostolique   | vacant                             | vacant       |
| 23 janvier 2024  | Mozambique (en)                       | Nonce apostolique   | Luís Miguel Muñoz Cárdaba (en)     | Espagne      |
| 25 janvier 2024  | Zimbabwe (en)                         | Nonce apostolique   | Janusz Urbańczyk (en)              | Pologne      |
| 25 janvier 2024  | Haïti                                 | Nonce apostolique   | vacant                             | vacant       |
| 25 janvier 2024  | Japon (en)                            | Nonce apostolique   | Francisco Escalante Molina         | Venezuela    |
| 23 février 2024  | Cuba (en)                             | Nonce apostolique   | vacant                             | vacant       |
| 23 février 2024  | Moldavie (en)                         | Nonce apostolique   | Giampiero Gloder                   | Italie       |
| 23 février 2024  | Roumanie                              | Nonce apostolique   | Giampiero Gloder                   | Italie       |
| 1er mars 2024    | Papouasie-Nouvelle-Guinée (en)        | Nonce apostolique   | Mauro Lalli (en)                   | Italie       |
| 2 mars 2024      | Angola (en)                           | Nonce apostolique   | vacant                             | vacant       |
| 2 mars 2024      | Sao Tomé-et-Principe (en)             | Nonce apostolique   | vacant                             | vacant       |
| 2 mars 2024      | Corée du Sud (en)                     | Nonce apostolique   | Giovanni Gaspari                   | Italie       |
| 2 mars 2024      | Mongolie (en)                         | Nonce apostolique   | Giovanni Gaspari                   | Italie       |
| 11 mars 2024     | Estonie (en)                          | Nonce apostolique   | vacant                             | vacant       |
| 11 mars 2024     | Lettonie (en)                         | Nonce apostolique   | vacant                             | vacant       |
| 11 mars 2024     | Lituanie (en)                         | Nonce apostolique   | vacant                             | vacant       |
| 11 mars 2024     | Italie (en)                           | Nonce apostolique   | Petar Rajič                        | Croatie      |
| 11 mars 2024     | Saint-Marin (en)                      | Nonce apostolique   | Petar Rajič                        | Croatie      |
| 16 avril 2024    | Afrique du Sud                        | Nonce apostolique   | Henryk Jagodziński                 | Pologne      |
| 16 avril 2024    | Lesotho (en)                          | Nonce apostolique   | Henryk Jagodziński                 | Pologne      |
| 16 avril 2024    | République démocratique du Congo (en) | Nonce apostolique   | Mitja Leskovar                     | Slovénie     |
| 16 avril 2024    | Ghana (en)                            | Nonce apostolique   | vacant                             | vacant       |
| 16 avril 2024    | Irak (en)                             | Nonce apostolique   | vacant                             | vacant       |
| 19 avril 2024    | Monaco (en)                           | Nonce apostolique   | Martin Krebs                       | Allemagne    |
| 14 mai 2024      | Chili (en)                            | Nonce apostolique   | vacant                             | vacant       |
| 14 mai 2024      | Venezuela (en)                        | Nonce apostolique   | Alberto Ortega Martín              | Espagne      |
| 14 mai 2024      | Îles Salomon (en)                     | Nonce apostolique   | Mauro Lalli (en)                   | Italie       |
| 14 mai 2024      | Soudan du Sud (en)                    | Nonce apostolique   | Séamus Patrick Horgan (en)         | Irlande      |
| 20 mai 2024      | Éthiopie (en)                         | Nonce apostolique   | vacant                             | vacant       |
| 20 mai 2024      | Djibouti                              | Nonce apostolique   | vacant                             | vacant       |
| 20 mai 2024      | Somalie (en)                          | Délégué apostolique | vacant                             | vacant       |
| 20 mai 2024      | Cuba (en)                             | Nonce apostolique   | Antoine Camilleri                  | Malte        |
| 24 juin 2024     | Estonie (en)                          | Nonce apostolique   | Georg Gänswein                     | Allemagne    |
| 24 juin 2024     | Lituanie (en)                         | Nonce apostolique   | Georg Gänswein                     | Allemagne    |
| 24 juin 2024     | Lettonie (en)                         | Nonce apostolique   | Georg Gänswein                     | Allemagne    |
| 28 juin 2024     | Arménie (en)                          | Nonce apostolique   | Ante Jozić                         | Croatie      |
| 28 juin 2024     | Géorgie (en)                          | Nonce apostolique   | Ante Jozić                         | Croatie      |
| 28 juin 2024     | Biélorussie (en)                      | Nonce apostolique   | vacant                             | vacant       |
| 29 juin 2024     | Ghana (en)                            | Nonce apostolique   | Julien Kaboré                      | Burkina Faso |
| 1er juillet 2024 | Angola (en)                           | Nonce apostolique   | Kryspin Witold Dubiel (en)         | Pologne      |
| 9 juillet 2024   | Bénin                                 | Nonce apostolique   | vacant                             | vacant       |
| 9 juillet 2024   | Togo                                  | Nonce apostolique   | vacant                             | vacant       |
| 9 juillet 2024   | Costa Rica (en)                       | Nonce apostolique   | Mark Gerard Miles                  | Royaume-Uni  |
| 15 juillet 2024  | Sao Tomé-et-Principe (en)             | Nonce apostolique   | Kryspin Witold Dubiel (en)         | Pologne      |
| 16 juillet 2024  | Niger (en)                            | Nonce apostolique   | vacant                             | vacant       |
| 16 juillet 2024  | Burkina Faso (en)                     | Nonce apostolique   | vacant                             | vacant       |
| 16 juillet 2024  | Nigeria (en)                          | Nonce apostolique   | Michael Francis Crotty             | Irlande      |
| 19 juillet 2024  | Namibie (en)                          | Nonce apostolique   | Henryk Jagodziński                 | Pologne      |
| 19 juillet 2024  | Eswatini (en)                         | Nonce apostolique   | Henryk Jagodziński                 | Pologne      |
| 22 juillet 2024  | Yémen (en)                            | Nonce apostolique   | Christophe Zakhia El-Kassis        | Liban        |
| 22 juillet 2024  | Péninsule arabique                    | Délégué apostolique | Christophe Zakhia El-Kassis        | Liban        |
| 27 juillet 2024  | Honduras (en)                         | Nonce apostolique   | vacant                             | vacant       |
| 27 juillet 2024  | Nouvelle-Zélande (en)                 | Nonce apostolique   | Gábor Pintér                       | Hongrie      |
| 20 août 2024     | Botswana                              | Nonce apostolique   | Henryk Jagodziński                 | Pologne      |
| 29 août 2024     | Fidji (en)                            | Nonce apostolique   | Gábor Pintér                       | Hongrie      |
| 15 octobre 2024  | Honduras (en)                         | Nonce apostolique   | Simón Bolívar Sánchez Carrión (en) | Équateur     |
| 28 octobre 2024  | Bénin                                 | Nonce apostolique   | Rubén Darío Ruiz Mainardi (en)     | Argentine    |
| 28 octobre 2024  | Togo                                  | Nonce apostolique   | Rubén Darío Ruiz Mainardi (en)     | Argentine    |

## Composition du corps diplomatique du Saint-Siège au 31 décembre 2024
| Pays                                  | Représentation          | Représentant                       | Nomination        |
| ------------------------------------- | ----------------------- | ---------------------------------- | ----------------- |
| Afrique du Sud                        | Nonce apostolique       | Henryk Jagodziński                 | 16 avril 2024     |
| Albanie (en)                          | Nonce apostolique       | Luigi Bonazzi                      | 10 décembre 2020  |
| Algérie                               | Nonce apostolique       | Kurian Vayalunkal                  | 1er janvier 2021  |
| Allemagne                             | Nonce apostolique       | Nikola Eterović                    | 21 septembre 2013 |
| Andorre (en)                          | Nonce apostolique       | Bernardito Auza                    | 1er octobre 2019  |
| Angola (en)                           | Nonce apostolique       | Kryspin Witold Dubiel (en)         | 1er juillet 2024  |
| Antigua-et-Barbuda (en)               | Nonce apostolique       | Santiago De Wit Guzmán             | 30 juillet 2022   |
| Antilles                              | Délégué apostolique     | Santiago De Wit Guzmán             | 30 juillet 2022   |
| Argentine (en)                        | Nonce apostolique       | Mirosław Adamczyk                  | 22 février 2020   |
| Arménie (en)                          | Nonce apostolique       | Ante Jozić                         | 28 juin 2024      |
| ASEAN                                 | Nonce apostolique       | Piero Pioppo                       | 19 mars 2018      |
| Australie (en)                        | Nonce apostolique       | Charles Daniel Balvo               | 17 janvier 2022   |
| Autriche (en)                         | Nonce apostolique       | Pedro López Quintana               | 4 mars 2019       |
| Azerbaïdjan (en)                      | Nonce apostolique       | Marek Solczyński                   | 14 février 2022   |
| Bahamas (en)                          | Nonce apostolique       | Santiago De Wit Guzmán             | 12 novembre 2022  |
| Bahreïn (en)                          | Nonce apostolique       | Eugene Martin Nugent               | 11 février 2021   |
| Bangladesh (en)                       | Nonce apostolique       | Kevin Stuart Randall (en)          | 13 août 2023      |
| Barbade (en)                          | Nonce apostolique       | Santiago De Wit Guzmán             | 12 novembre 2022  |
| Belgique (en)                         | Nonce apostolique       | Franco Coppola                     | 15 novembre 2021  |
| Belize (en)                           | Nonce apostolique       | Santiago De Wit Guzmán             | 30 juillet 2022   |
| Bénin                                 | Nonce apostolique       | Rubén Darío Ruiz Mainardi (en)     | 28 octobre 2024   |
| Biélorussie (en)                      | Nonce apostolique       | vacant                             | 28 juin 2024      |
| Birmanie (en)                         | Nonce apostolique       | vacant                             | 16 juillet 2022   |
| Bolivie (en)                          | Nonce apostolique       | Fermín Emilio Sosa Rodríguez (en)  | 17 novembre 2023  |
| Bosnie-Herzégovine (en)               | Nonce apostolique       | Francis Assisi Chullikatt          | 1er octobre 2022  |
| Botswana                              | Nonce apostolique       | Henryk Jagodziński                 | 20 août 2024      |
| Brésil (en)                           | Nonce apostolique       | Giambattista Diquattro             | 29 août 2020      |
| Brunei (en)                           | Délégué apostolique     | Wojciech Załuski                   | 29 septembre 2020 |
| Bulgarie (en)                         | Nonce apostolique       | Luciano Suriani                    | 13 mai 2022       |
| Burkina Faso (en)                     | Nonce apostolique       | vacant                             | 16 juillet 2024   |
| Burundi                               | Nonce apostolique       | Dieudonné Datonou                  | 7 octobre 2021    |
| Cambodge (en)                         | Nonce apostolique       | Peter Bryan Wells                  | 8 février 2023    |
| Cameroun                              | Nonce apostolique       | José Avelino Bettencourt           | 30 août 2023      |
| Canada                                | Nonce apostolique       | Ivan Jurkovič                      | 5 juin 2021       |
| Cap-Vert                              | Nonce apostolique       | Waldemar Stanisław Sommertag       | 6 septembre 2022  |
| République centrafricaine             | Nonce apostolique       | Giuseppe Laterza (en)              | 5 janvier 2023    |
| Chili (en)                            | Nonce apostolique       | vacant                             | 14 mai 2024       |
| Chine (en)                            | fonction supprimée      | vacant                             | 25 mars 1979      |
| Chypre (en)                           | Nonce apostolique       | Giovanni Pietro Dal Toso (en)      | 17 février 2023   |
| Colombie (en)                         | Nonce apostolique       | Paolo Rudelli                      | 19 juillet 2023   |
| Comores (en)                          | Délégué apostolique     | Tomasz Grysa                       | 27 septembre 2022 |
| Conseil de l'Europe                   | Observateur permanent   | Marco Ganci (en)                   | 21 septembre 2019 |
| Congo                                 | Nonce apostolique       | Javier Herrera Corona              | 5 février 2022    |
| République démocratique du Congo (en) | Nonce apostolique       | Mitja Leskovar                     | 16 avril 2024     |
| Îles Cook (en)                        | Nonce apostolique       | Novatus Rugambwa                   | 2 février 2021    |
| Corée du Sud (en)                     | Nonce apostolique       | Giovanni Gaspari                   | 2 mars 2024       |
| Costa Rica (en)                       | Nonce apostolique       | Mark Gerard Miles                  | 9 juillet 2024    |
| Côte d'Ivoire                         | Nonce apostolique       | Mauricio Rueda Beltz               | 16 juin 2023      |
| Croatie (en)                          | Nonce apostolique       | Giorgio Lingua                     | 22 juillet 2019   |
| Cuba (en)                             | Nonce apostolique       | Antoine Camilleri                  | 20 mai 2024       |
| Danemark (en)                         | Nonce apostolique       | Julio Murat                        | 25 janvier 2023   |
| Djibouti                              | Nonce apostolique       | vacant                             | 20 mai 2024       |
| République dominicaine (en)           | Nonce apostolique       | Piergiorgio Bertoldi               | 18 mai 2023       |
| Dominique (en)                        | Nonce apostolique       | Santiago De Wit Guzmán             | 12 novembre 2022  |
| Équateur (en)                         | Nonce apostolique       | Andrés Carrascosa Coso             | 22 juin 2017      |
| Égypte                                | Nonce apostolique       | Nicolas Thevenin                   | 4 novembre 2019   |
| Émirats arabes unis (en)              | Nonce apostolique       | Christophe Zakhia El-Kassis        | 3 janvier 2023    |
| Érythrée (en)                         | Nonce apostolique       | vacant                             | 23 janvier 2024   |
| Espagne                               | Nonce apostolique       | Bernardito Auza                    | 1er octobre 2019  |
| Estonie (en)                          | Nonce apostolique       | Georg Gänswein                     | 24 juin 2024      |
| Eswatini (en)                         | Nonce apostolique       | Henryk Jagodziński                 | 19 juillet 2024   |
| Éthiopie (en)                         | Nonce apostolique       | vacant                             | 20 mai 2024       |
| États-Unis                            | Nonce apostolique       | Christophe Pierre                  | 12 avril 2016     |
| Fidji (en)                            | Nonce apostolique       | Gábor Pintér                       | 29 août 2024      |
| Finlande (en)                         | Nonce apostolique       | Julio Murat                        | 7 mars 2023       |
| France                                | Nonce apostolique       | Celestino Migliore                 | 11 janvier 2020   |
| Gabon (en)                            | Nonce apostolique       | Javier Herrera Corona              | 5 février 2022    |
| Gambie                                | Nonce apostolique       | Walter Erbì (en)                   | 30 novembre 2022  |
| Géorgie (en)                          | Nonce apostolique       | Ante Jozić                         | 28 juin 2024      |
| Ghana (en)                            | Nonce apostolique       | Julien Kaboré                      | 29 juin 2024      |
| Grande-Bretagne                       | Nonce apostolique       | Miguel Maury Buendía               | 13 avril 2023     |
| Grèce (en)                            | Nonce apostolique       | Jan Romeo Pawłowski                | 1er décembre 2022 |
| Grenade (en)                          | Nonce apostolique       | Santiago De Wit Guzmán             | 30 juillet 2022   |
| Guatemala (en)                        | Nonce apostolique       | Francisco Montecillo Padilla       | 17 avril 2020     |
| Guinée (en)                           | Nonce apostolique       | Mambé Jean-Sylvain Emien           | 12 novembre 2022  |
| Guinée-Bissau (en)                    | Nonce apostolique       | Waldemar Stanisław Sommertag       | 6 septembre 2022  |
| Guinée équatoriale (en)               | Nonce apostolique       | José Avelino Bettencourt           | 30 août 2023      |
| Guyana (en)                           | Nonce apostolique       | Santiago De Wit Guzmán             | 30 juillet 2022   |
| Haïti                                 | Nonce apostolique       | vacant                             | 25 janvier 2024   |
| Honduras (en)                         | Nonce apostolique       | Simón Bolívar Sánchez Carrión (en) | 12 novembre 2019  |
| Hongrie                               | Nonce apostolique       | Michael Wallace Banach             | 3 mai 2022        |
| Inde (en)                             | Nonce apostolique       | Leopoldo Girelli                   | 13 mars 2021      |
| Indonésie (en)                        | Nonce apostolique       | Piero Pioppo                       | 8 septembre 2017  |
| Iran (en)                             | Nonce apostolique       | Andrzej Józwowicz                  | 28 juin 2021      |
| Irak (en)                             | Nonce apostolique       | vacant                             | 16 avril 2024     |
| Irlande (en)                          | Nonce apostolique       | Luis Mariano Montemayor            | 25 février 2023   |
| Islande (en)                          | Nonce apostolique       | Julio Murat                        | 9 novembre 2022   |
| Israël (en)                           | Nonce apostolique       | Adolfo Tito Yllana                 | 3 juin 2021       |
| Italie (en)                           | Nonce apostolique       | Petar Rajič                        | 11 mars 2024      |
| Jamaïque (en)                         | Nonce apostolique       | Santiago De Wit Guzmán             | 12 novembre 2022  |
| Japon (en)                            | Nonce apostolique       | Francisco Escalante Molina         | 25 janvier 2024   |
| Jérusalem et Palestine (en)           | Délégué apostolique     | Adolfo Tito Yllana                 | 3 juin 2021       |
| Jordanie (en)                         | Nonce apostolique       | vacant                             | 7 octobre 2019    |
| Kazakhstan (en)                       | Nonce apostolique       | George Panamthundil (en)           | 16 juin 2023      |
| Kenya (en)                            | Nonce apostolique       | Hubertus van Megen                 | 16 février 2019   |
| Kiribati (en)                         | Nonce apostolique       | Novatus Rugambwa                   | 30 novembre 2019  |
| Kosovo (en)                           | Délégué apostolique     | Jean-Marie Speich                  | 19 mars 2019      |
| Koweït (en)                           | Nonce apostolique       | Eugene Martin Nugent               | 7 janvier 2021    |
| Kirghizistan (en)                     | Nonce apostolique       | George Panamthundil (en)           | 15 juillet 2023   |
| Laos (en)                             | Délégué apostolique     | Peter Bryan Wells                  | 8 février 2023    |
| Lesotho (en)                          | Nonce apostolique       | vacant                             | 8 février 2023    |
| Lettonie (en)                         | Nonce apostolique       | Georg Gänswein                     | 24 juin 2024      |
| Liban (en)                            | Nonce apostolique       | Paolo Borgia                       | 24 septembre 2022 |
| Liberia (en)                          | Nonce apostolique       | Walter Erbì (en)                   | 16 juillet 2022   |
| Libye                                 | Nonce apostolique       | Savio Hon Tai-Fai                  | 18 mai 2023       |
| Liechtenstein (en)                    | Nonce apostolique       | Martin Krebs                       | 3 mars 2021       |
| Ligue arabe                           | Délégué apostolique     | Nicolas Thevenin                   | 4 novembre 2019   |
| Lituanie (en)                         | Nonce apostolique       | Georg Gänswein                     | 24 juin 2024      |
| Luxembourg (en)                       | Nonce apostolique       | Franco Coppola                     | 14 décembre 2021  |
| Macédoine (en)                        | Nonce apostolique       | Luciano Suriani                    | 21 mai 2022       |
| Madagascar (en)                       | Nonce apostolique       | Tomasz Grysa                       | 27 septembre 2022 |
| Malawi (en)                           | Nonce apostolique       | Gian Luca Perici (en)              | 5 juin 2023       |
| Malaisie (en)                         | Nonce apostolique       | Wojciech Załuski                   | 29 septembre 2020 |
| Mali (en)                             | Nonce apostolique       | Mambé Jean-Sylvain Emien           | 2 février 2022    |
| Malte                                 | Nonce apostolique       | Savio Hon Tai-Fai                  | 24 octobre 2022   |
| Maroc (en)                            | Nonce apostolique       | Alfred Xuereb                      | 8 décembre 2023   |
| Îles Marshall (en)                    | Nonce apostolique       | Novatus Rugambwa                   | 30 novembre 2019  |
| Mauritanie (en)                       | Nonce apostolique       | Waldemar Stanisław Sommertag       | 6 septembre 2022  |
| Maurice (en)                          | Nonce apostolique       | Tomasz Grysa                       | 21 mars 2023      |
| Mexique (en)                          | Nonce apostolique       | Joseph Spiteri                     | 7 juillet 2022    |
| Micronésie (en)                       | Nonce apostolique       | Novatus Rugambwa                   | 30 mars 2021      |
| Moldavie (en)                         | Nonce apostolique       | Giampiero Gloder                   | 23 février 2024   |
| Monaco (en)                           | Nonce apostolique       | Martin Krebs                       | 19 avril 2024     |
| Mongolie (en)                         | Nonce apostolique       | Giovanni Gaspari                   | 2 mars 2024       |
| Monténégro (en)                       | Nonce apostolique       | Francis Assisi Chullikatt          | 1er octobre 2022  |
| Mozambique (en)                       | Nonce apostolique       | Luís Miguel Muñoz Cárdaba (en)     | 23 janvier 2024   |
| Namibie (en)                          | Nonce apostolique       | Henryk Jagodziński                 | 19 juillet 2024   |
| Nations unies - New York              | Observateur permanent   | Gabriele Caccia                    | 21 juin 2023      |
| Nations unies - Genève                | Observateur permanent   | vacant                             | 15 mars 2023      |
| Nauru (en)                            | Nonce apostolique       | Novatus Rugambwa                   | 30 novembre 2019  |
| Népal (en)                            | Nonce apostolique       | Leopoldo Girelli                   | 13 septembre 2021 |
| Nicaragua (en)                        | Nonce apostolique       | vacant                             | 6 septembre 2022  |
| Niger (en)                            | Nonce apostolique       | vacant                             | 16 juillet 2024   |
| Nigeria (en)                          | Nonce apostolique       | Michael Francis Crotty             | 16 juillet 2024   |
| Norvège (en)                          | Nonce apostolique       | Julio Murat                        | 16 mars 2023      |
| Nouvelle-Zélande (en)                 | Nonce apostolique       | Gábor Pintér                       | 27 juillet 2024   |
| Oman (en)                             | Nonce apostolique       | Nicolas Thévenin                   | 22 mai 2023       |
| Ouganda (en)                          | Nonce apostolique       | Luigi Bianco                       | 4 février 2019    |
| Ouzbékistan (en)                      | Nonce apostolique       | Giovanni d'Aniello                 | 14 janvier 2021   |
| Pacifique - Océanie                   | Délégué apostolique     | Novatus Rugambwa                   | 29 mars 2019      |
| Pakistan (en)                         | Nonce apostolique       | Germano Penemote (en)              | 16 juin 2023      |
| Palaos (en)                           | Nonce apostolique       | Novatus Rugambwa                   | 25 mai 2019       |
| Panama (en)                           | Nonce apostolique       | Dagoberto Campos Salas             | 14 mai 2022       |
| Papouasie-Nouvelle-Guinée (en)        | Nonce apostolique       | Mauro Lalli (en)                   | 1er mars 2024     |
| Paraguay (en)                         | Nonce apostolique       | Vincenzo Turturro (en)             | 29 décembre 2023  |
| Pays-Bas (en)                         | Nonce apostolique       | Paul Tschang In-Nam                | 16 juillet 2022   |
| Péninsule arabique                    | Délégué apostolique     | vacant                             | 17 avril 2020     |
| Pérou (en)                            | Nonce apostolique       | Paolo Rocco Gualtieri              | 6 août 2022       |
| Philippines (en)                      | Nonce apostolique       | Charles John Brown                 | 28 septembre 2020 |
| Pologne                               | Nonce apostolique       | Antonio Guido Filipazzi            | 8 août 2023       |
| Porto Rico (en)                       | Délégué apostolique     | Piergiorgio Bertoldi               | 18 mai 2023       |
| Portugal (en)                         | Nonce apostolique       | Ivo Scapolo                        | 29 août 2019      |
| Qatar (en)                            | Nonce apostolique       | Eugene Martin Nugent               | 7 janvier 2021    |
| Roumanie                              | Nonce apostolique       | Giampiero Gloder                   | 23 février 2024   |
| Russie                                | Nonce apostolique       | Giovanni d'Aniello                 | 1er juin 2020     |
| Rwanda                                | Nonce apostolique       | Arnaldo Catalan (en)               | 31 janvier 2022   |
| Saint-Christophe-et-Niévès (en)       | Nonce apostolique       | Santiago De Wit Guzmán             | 30 juillet 2022   |
| Sainte-Lucie (en)                     | Nonce apostolique       | Santiago De Wit Guzmán             | 12 novembre 2022  |
| Saint-Vincent-et-les-Grenadines (en)  | Nonce apostolique       | Santiago De Wit Guzmán             | 30 juillet 2022   |
| Salvador                              | Nonce apostolique       | Luigi Roberto Cona (en)            | 26 octobre 2022   |
| Samoa (en)                            | Nonce apostolique       | Novatus Rugambwa                   | 17 avril 2020     |
| Saint-Marin (en)                      | Nonce apostolique       | Petar Rajič                        | 11 mars 2024      |
| Sao Tomé-et-Principe (en)             | Nonce apostolique       | Kryspin Witold Dubiel (en)         | 15 juillet 2024   |
| Sénégal                               | Nonce apostolique       | Waldemar Stanisław Sommertag       | 6 septembre 2022  |
| Serbie                                | Nonce apostolique       | Santo Rocco Gangemi                | 12 septembre 2022 |
| Seychelles (en)                       | Nonce apostolique       | Tomasz Grysa                       | 9 février 2023    |
| Sierra Leone (en)                     | Nonce apostolique       | Walter Erbì (en)                   | 20 juillet 2022   |
| Singapour (en)                        | Nonce apostolique       | Marek Zalewski                     | 21 mai 2018       |
| Slovaquie (en)                        | Nonce apostolique       | Nicolas Girasoli                   | 2 juillet 2022    |
| Slovénie                              | Nonce apostolique       | Jean-Marie Speich                  | 19 mars 2019      |
| Îles Salomon (en)                     | Nonce apostolique       | Fermín Emilio Sosa Rodríguez (en)  | 16 décembre 2021  |
| Somalie (en)                          | Délégué apostolique     | vacant                             | 20 mai 2024       |
| Soudan du Sud (en)                    | Nonce apostolique       | Séamus Patrick Horgan (en)         | 14 mai 2024       |
| Soudan (en)                           | Nonce apostolique       | vacant                             | 23 janvier 2024   |
| Sri Lanka (en)                        | Nonce apostolique       | Brian Udaigwe                      | 13 juin 2020      |
| Suriname (en)                         | Nonce apostolique       | Santiago De Wit Guzmán             | 30 juillet 2022   |
| Suède (en)                            | Nonce apostolique       | Julio Murat                        | 9 novembre 2022   |
| Suisse                                | Nonce apostolique       | Martin Krebs                       | 3 mars 2021       |
| Syrie (en)                            | Nonce apostolique       | Mario Zenari                       | 30 décembre 2008  |
| Tadjikistan (en)                      | Nonce apostolique       | George Panamthundil (en)           | 15 juillet 2023   |
| Tanzanie (en)                         | Nonce apostolique       | Angelo Accattino                   | 2 janvier 2023    |
| Tchad (en)                            | Nonce apostolique       | Giuseppe Laterza (en)              | 5 janvier 2023    |
| République tchèque                    | Nonce apostolique       | Jude Thaddeus Okolo                | 1er mai 2022      |
| Thaïlande (en)                        | Nonce apostolique       | Peter Bryan Wells                  | 8 février 2023    |
| Timor oriental (en)                   | Nonce apostolique       | Wojciech Załuski                   | 29 septembre 2020 |
| Togo                                  | Nonce apostolique       | Rubén Darío Ruiz Mainardi (en)     | 28 octobre 2024   |
| Tonga (en)                            | Nonce apostolique       | Novatus Rugambwa                   | 30 novembre 2019  |
| Trinité-et-Tobago (en)                | Nonce apostolique       | Santiago De Wit Guzmán             | 30 juillet 2022   |
| Tunisie                               | Nonce apostolique       | Kurian Vayalunkal                  | 2 février 2021    |
| Turquie (en)                          | Nonce apostolique       | Marek Solczyński                   | 2 février 2022    |
| Turkménistan (en)                     | Nonce apostolique       | Paul Fitzpatrick Russell           | 19 mars 2016      |
| Ukraine (en)                          | Nonce apostolique       | Visvaldas Kulbokas                 | 15 juin 2021      |
| Union européenne                      | Nonce apostolique       | Noël Treanor (en)                  | 27 novembre 2022  |
| Uruguay (en)                          | Nonce apostolique       | Gianfranco Gallone                 | 3 janvier 2023    |
| Vanuatu (en)                          | Nonce apostolique       | vacant                             | 16 juin 2018      |
| Venezuela (en)                        | Nonce apostolique       | Alberto Ortega Martín              | 14 mai 2024       |
| Viêt Nam (en)                         | Représentant pontifical | Marek Zalewski                     | 21 mai 2018       |
| Yémen (en)                            | Nonce apostolique       | Christophe Zakhia El-Kassis        | 22 juillet 2024   |
| Zambie                                | Nonce apostolique       | Gian Luca Perici (en)              | 5 juin 2023       |
| Zimbabwe (en)                         | Nonce apostolique       | Janusz Urbańczyk (en)              | 25 janvier 2024   |

### Sources
- Bulletins de la salle de presse du Saint-Siège en 2024
- (en) « Diplomatic Posts of the Holy See » [« Postes diplomatiques de la Curie »], sur catholic-hierarchy.org